# Thomas Paulus
Thomas Paulus (ur. 14 marca 1982 w Kelheim) – niemiecki piłkarz występujący na pozycji obrońcy. W 2007 roku wraz z 1. FC Nürnberg zdobył Puchar Niemiec.

## Kariera
Thomas Paulus treningi rozpoczynał jako piłkarz małych klubów: SV Töging, a następnie TV Parsberg. W 1997 roku trafił do szkółki 1. FC Nürnberg. Do kadry seniorskiego zespołu przebił się dopiero przed sezonem 2003/2004, w którym to pomógł drużynie w awansie do ekstraklasy Niemiec W 1. Bundeslidze zadebiutował 23 października 2004 meczem z Werderem Brema. W 2007 roku zdobył z klubem Puchar Niemiec, jednak nie zagrał w tych rozgrywkach żadnego spotkania.
W następnym sezonie grał już w Erzgebirge Aue, które zapłaciło za jego transfer 150 tysięcy euro. Na zakończenie rozgrywek piłkarze z Aue zajęli szesnastą lokatę i spadli do 3. Ligi. W 2010 roku, przy wydatnej pomocy Paulusa, wrócili do 2. Bundesligi. W sezonie 2010/2011 drużyna Thomasa Paulusa zajęła piątą lokatę, a on został trzecim najskuteczniejszym piłkarzem zespołu.
Po zakończeniu sezonu 2014/2015 wygasł kontrakt Paulusa z Erzgebirge Aue, a obrońca podpisał dwuletnią umowę z SSV Jahn Ratyzbona. W sezonie 2015/2016 Paulus trapiony przez kontuzje rozegrał tylko osiem meczów. SSV Jahn wygrał rozgrywki bawarskiej grupy Regionalligi i po wygranych barażach z VfL II Wolfsburg awansował do 3. Ligi. W 2017 roku zakończył karierę.
| Sezon     | Klub               | Kraj   | Rozgrywki           | Mecze | Bramki |
| --------- | ------------------ | ------ | ------------------- | ----- | ------ |
| 2003/2004 | 1. FC Nürnberg     | Niemcy | 2. Bundesliga       | 14    | 0      |
| 2004/2005 | 1. FC Nürnberg     | Niemcy | 1. Bundesliga       | 9     | 0      |
| 2005/2006 | 1. FC Nürnberg     | Niemcy | 1. Bundesliga       | 18    | 1      |
| 2006/2007 | 1. FC Nürnberg     | Niemcy | 1. Bundesliga       | 5     | 0      |
| 2007/2008 | Erzgebirge Aue     | Niemcy | 2. Bundesliga       | 20    | 1      |
| 2008/2009 | Erzgebirge Aue     | Niemcy | 3. Liga             | 31    | 2      |
| 2009/2010 | Erzgebirge Aue     | Niemcy | 3. Liga             | 30    | 1      |
| 2010/2011 | Erzgebirge Aue     | Niemcy | 2. Bundesliga       | 25    | 6      |
| 2011/2012 | Erzgebirge Aue     | Niemcy | 2. Bundesliga       | 24    | 1      |
| 2012/2013 | Erzgebirge Aue     | Niemcy | 2. Bundesliga       | 21    | 2      |
| 2013/2014 | Erzgebirge Aue     | Niemcy | 2. Bundesliga       | 22    | 0      |
| 2014/2015 | Erzgebirge Aue     | Niemcy | 2. Bundesliga       | 15    | 0      |
| 2015/2016 | SSV Jahn Ratyzbona | Niemcy | Regionalliga Bayern | 8     | 0      |
| 2016/2017 | SSV Jahn Ratyzbona | Niemcy | 3. Liga             | 2     | 0      |